# Karl Mikl
Karl Mikl (* 7. Oktober 1895 in Mallestig/Malošče; † 18. Oktober 1956 ebenda) war ein österreichischer Gutsbesitzer und Politiker slowenischer Muttersprache.

## Leben
Mikl war der Sohn des Landwirts Karl Mikl (* 31. Oktober 1856; † 6. Februar 1936) und dessen Ehefrau Aloisia geb. Baumgartner (* 25. Juli 1865; † 3. Dezember 1919).
Mikl besuchte die Volksschule und die landwirtschaftliche Schule und lebte als Landwirt und Gutsbesitzer. Im Ersten Weltkrieg diente er als Soldat.
Während des Zweiten Weltkrieges wurde er als Kärntner Slowene ausgesiedelt und konnte erst 1945 nach Österreich zurückkehren.
Er war Kammerrat der Landwirtschaftskammer.
Er war römisch-katholisch und heiratete am 23. Juni 1928 Anna Gallob (* 13. Februar 1904; † 1. Juni 1983). Aus der Ehe gingen keine Kinder hervor.

## Politik
Im Ständestaat war er vom 19. November 1934 bis zum 11. März 1938 als Vertreter von Land- und Forstwirtschaft Mitglied im Ständischen Kärntner Landtag. Im Landtag war er Mitglied des Wirtschaftsausschusses und wirkte als Interessensvertreter der slowenischen Bauern.